# Brasserie de Pécs

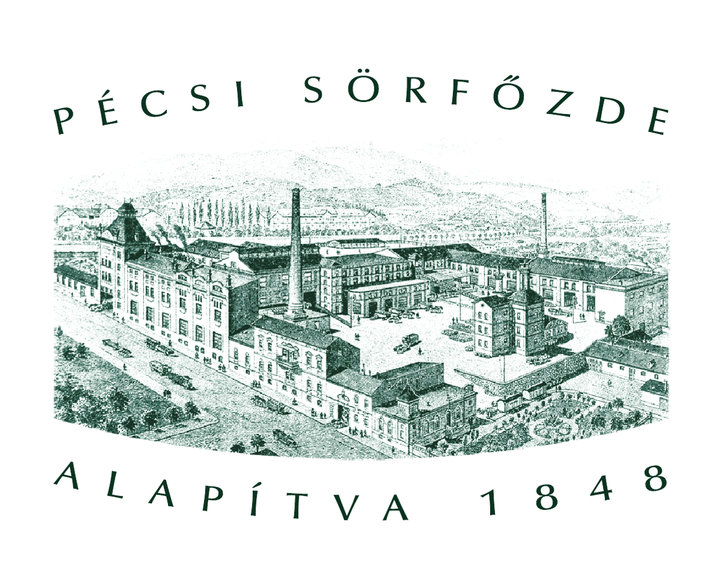
Image originale de la Brasserie Pécs.

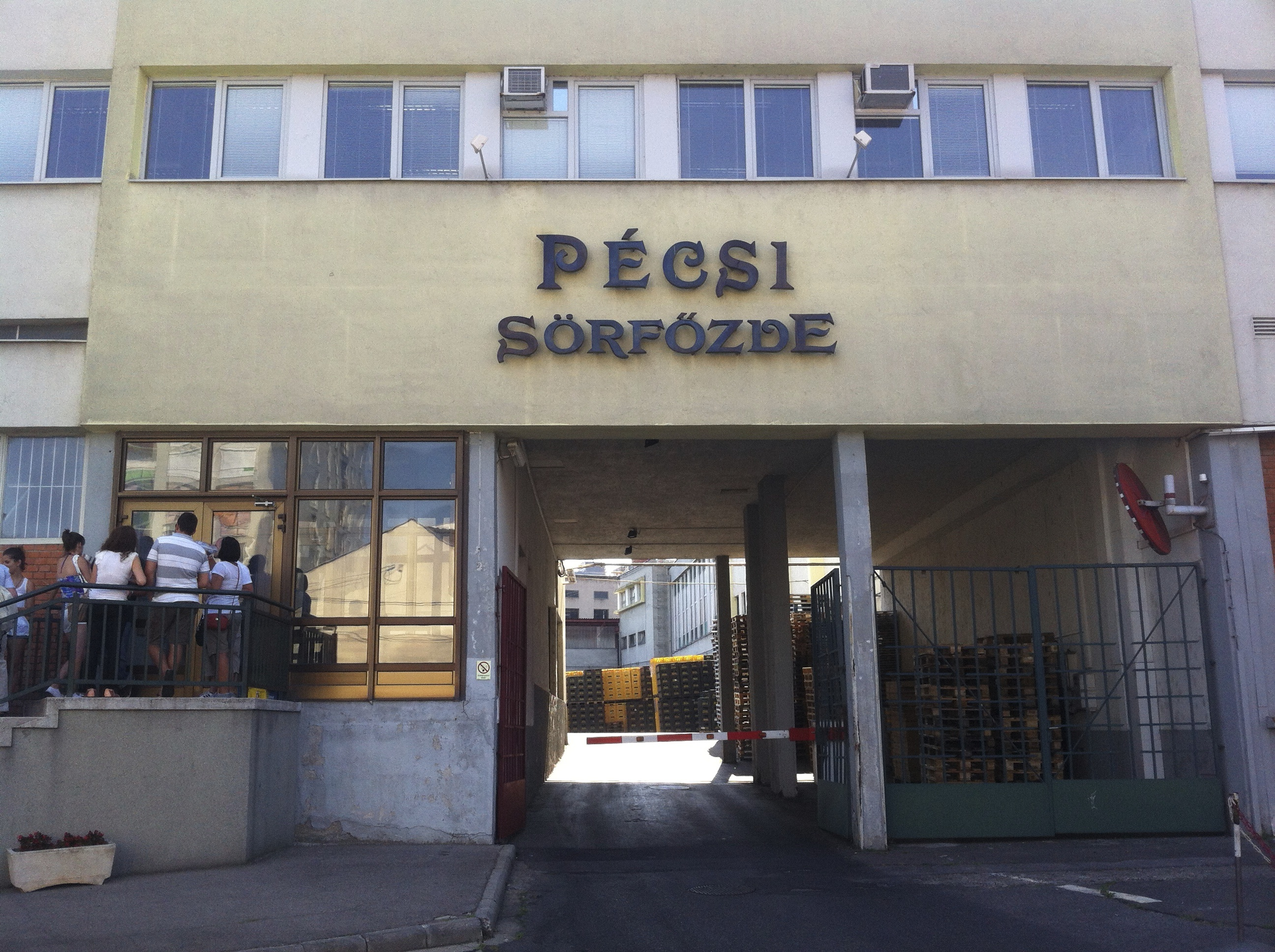
Entrée piétonnière de la Brasserie Pécs en 2013.

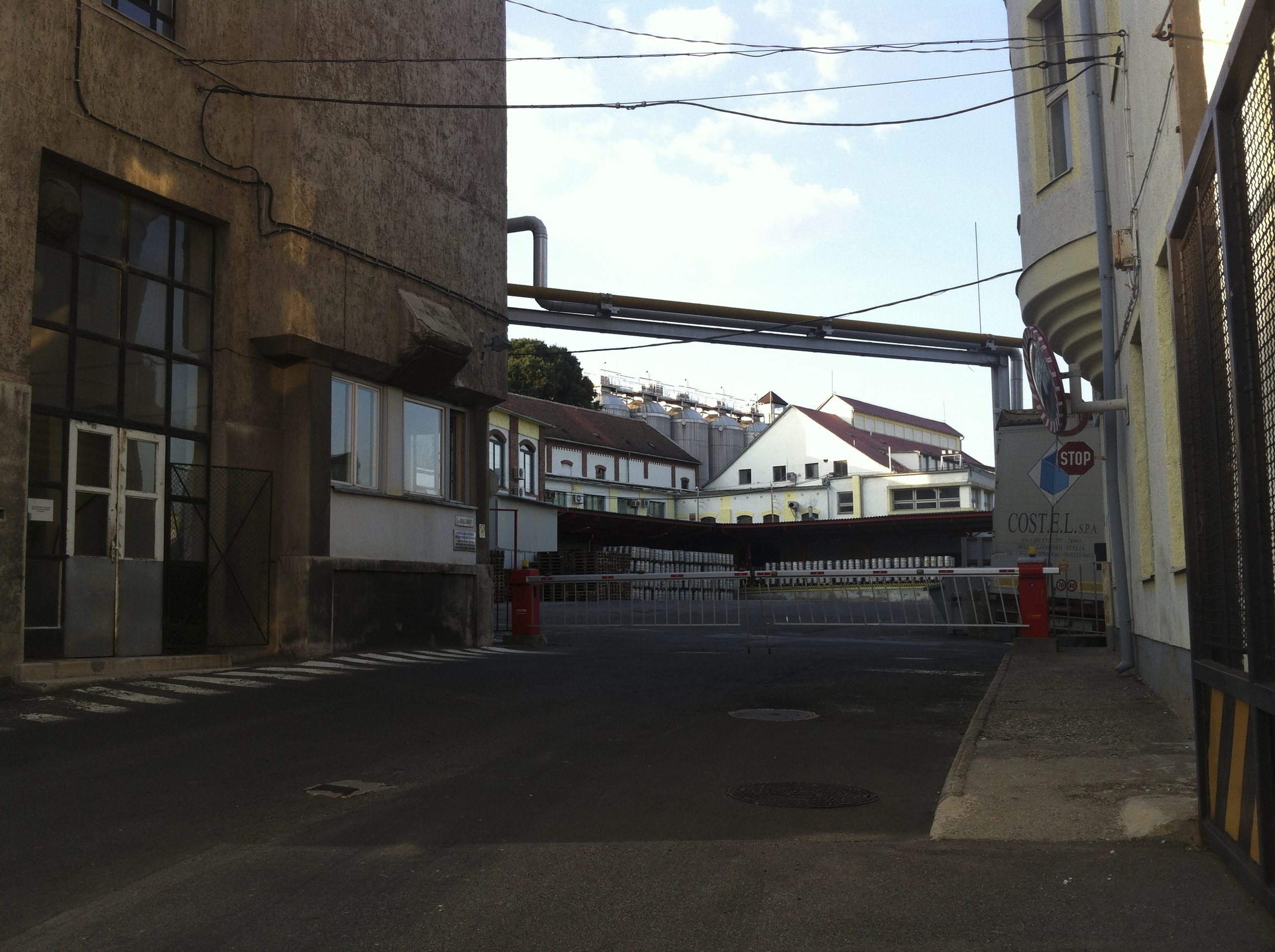
Entrée pour voiture de la Brasserie Pécs en 2013.

La Brasserie de Pécs (hongrois : Pécsi Sörfőzde) est une brasserie hongroise basée à Pécs, fondée en 1848 par Leopold Hirschfeld. Son produit phare est à la bière Szalon.

## Histoire

### Histoire du brassage à Pécs
La tradition brassicole de la ville de Pécs remonte au Moyen Âge, car l'hôpital commande de la bière brassée à partir de l'eau des sources cristallines du Mecsek à partir de 1301
Après l'expulsion des Turcs (1686), la bière a également joué un rôle dans la lutte contre les épidémies. Puisqu'ils ne pouvaient plus boire d'eau, ou seulement bouillie, craignant l'infection, les habitants brassaient de la bière. Le développement du brassage a également été aidé par la présence des colons autrichiens et bavarois. En 1702, l'empereur Léopold Ier a permis à la ville de facturer un supplément de 15 centimes pour une bière et d'utiliser ce dernier pour entretenir l'hôpital de la ville.
En 1740, un fléau éclata dans la ville. En 1762, la brasserie de la ville fut louée à Antal Melczer.

### Création et développement de la Brasserie Pécs
Samuel Hirschfeld a fondé la brasserie en 1848, dans laquelle 4000 hectolitres de bière ont été brassés en 1882. En 1911, elle a adopté le nom de Pannónia Sörfőző Rt., mais une brasserie plus grande a également été construite. En 1874, la manufacture de porcelaine Zsolnay à Pécs fabriquait des chopes à bière artistiques pour l'usine. En 1920, une bière de renommée internationale est commercialisée sous le nom de Pannonia Double Malt Beer, déjà protégée par un brevet. En 1936, l'activité se développe avec une station d'épuration.
En 1942, deux nouvelles bières sont apparues sur le marché, appelées Komlólelke (bière brune) et Aranyászok. La modernisation de la brasserie a commencé en 1958, après quoi elle atteint une capacité annuelle de 250 000 hl.
Dans le domaine de la production de bière, la construction de la nouvelle brasserie de la Brasserie Pannonia à Pécs a été le premier investissement majeur avec la construction de la chaufferie et de la centrale électrique. Une autre modernisation a eu lieu en 1987, qui s'est achevée en 1991. Le brassage enzymatique et la fermentation sous pression ont été mis en œuvre. En 1989, sous la licence de la brasserie Gilde à Hanovre, la production de bières Gilde a commencé en Hongrie, pour laquelle la brasserie Gilde a fourni une technologie et des équipements modernes. La bière Gold Fassl est également produite sous licence.
L'usine a été achetée par la société Ottakringer-Wenckheim en 1993.

### Aujourd'hui
En 2000, Pécsi Sörfőzde Rt. était détenue à 78 % par la société autrichienne Ottakringer Getränke AG. En 2017, Pécsi Sörfőzde Zrt a vendu plus de 99 % de sa participation aux sociétés d'investissement Tamás Szemerey et Zoltán Szemerey, MAVA Befektetési Kft. Et Bankonzult Kft. Selon le communiqué de presse, les nouveaux propriétaires avait l'intention de moderniser l'entreprise tout en conservant les traditions.
Dans la brasserie Pécs depuis 2018, les bières sont traditionnellement brassées selon la loi allemande sur la pureté de 1516 (Reinheitsgebot), les produits ne contiennent donc que du malt, du houblon et de l'eau (le maïs a été supprimé comme ingrédient et l'acide ascorbique n'est plus utilisé).

## Marques connues de la Brasserie Pécs

Logo de la bière Szalon.

Entre parenthèses sont indiqués des traductions des noms des produits pour faciliter la compréhension.
Pécsi Prémium
- BIO Pécsi Prémium Búza (BIO Pécsi Prémium Blé)
- BIO Pécsi Prémium Lager Gluténmentes (BIO Pécsi Prémium Lager sans gluten)
- Pécsi Prémium Lager
- Pécsi Prémium Lager Gluténmentes (Pécsi Prémium Lager sans gluten)
- Pécsi Prémium Pils (Pécsi Prémium Château)
- Pécsi Prémium Pils Szűretlen (Pécsi Prémium Château non filtrée)
- Pécsi Prémium Búza (Pécsi Prémium Blé)
- Pécsi Prémium Barna (Pécsi Prémium brune)

BIO Pécsi Sör
- BIO Pécsi Pale Ale
- BIO Pécsi Prémium Búza (BIO Pécsi Prémium Blé)
- BIO Pécsi Prémium Lager Gluténmentes (BIO Pécsi Prémium Lager sans gluten)
- Beerhunter

Pécsi Világos
- Pécsi Világos

Pécsi Craft
- Pécsi Craft APA
- Pécsi Craft Meggy ALE (Pécsi Craft griotte ALE)

Pécsi Szalon
- Pécsi Szalon Világos (Pécsi Salon lumineux)
- Pécsi Szalon Alkoholmentes (Pécsi Salon sans alcool)

Pécsi Radler
- Pécsi Radler Citrom (Pécsi Radler citron)
- Pécsi Radler Meggy (Pécsi Radler griotte)
- Pécsi Radler Alkoholmentes Bodza (Pécsi Radler sans alcool sureau)
- Pécsi Radler Alkoholmentes Citrom (Pécsi Radler sans alcool citron)
- Pécsi Radler Alkoholmentes Meggy (Pécsi Radler sans alcool griotte)

Produits saisonniers 
- Pécsi Tavaszi Sör (Pécsi Bière de printemps)
- Három Királyok (Bière festive des trois rois)

La bière festive des trois rois (Három Királyok) est une spécialité brassée chaque année depuis 1996 pour la période de l'Avent. Elle est née dans les brasseries monastiques des ordres monastiques trappistes au XVIIIe siècle  pour donner la force de faire un travail physique régulier même pendant le jeûne.
Il s'agit d'une bière dorée. Sa texture et sa saveur sont dues au mélange unique de malts avec différents torréfactions, et son amertume est assurée par l'amertume ajoutée après la cuisson et l'arôme houblonné riche en arômes floraux.

## Galerie

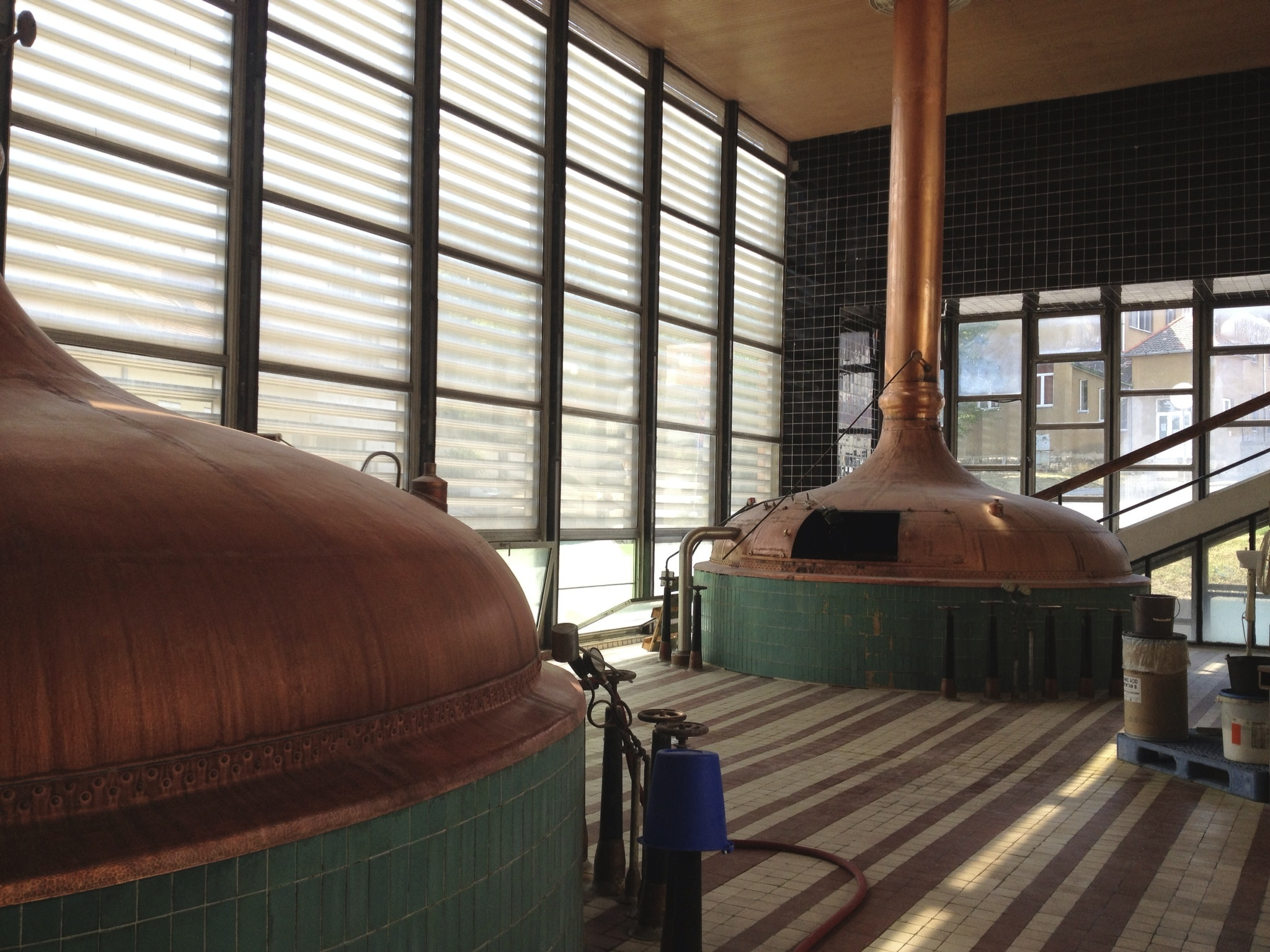
Brassage à la Brasserie de Pécs
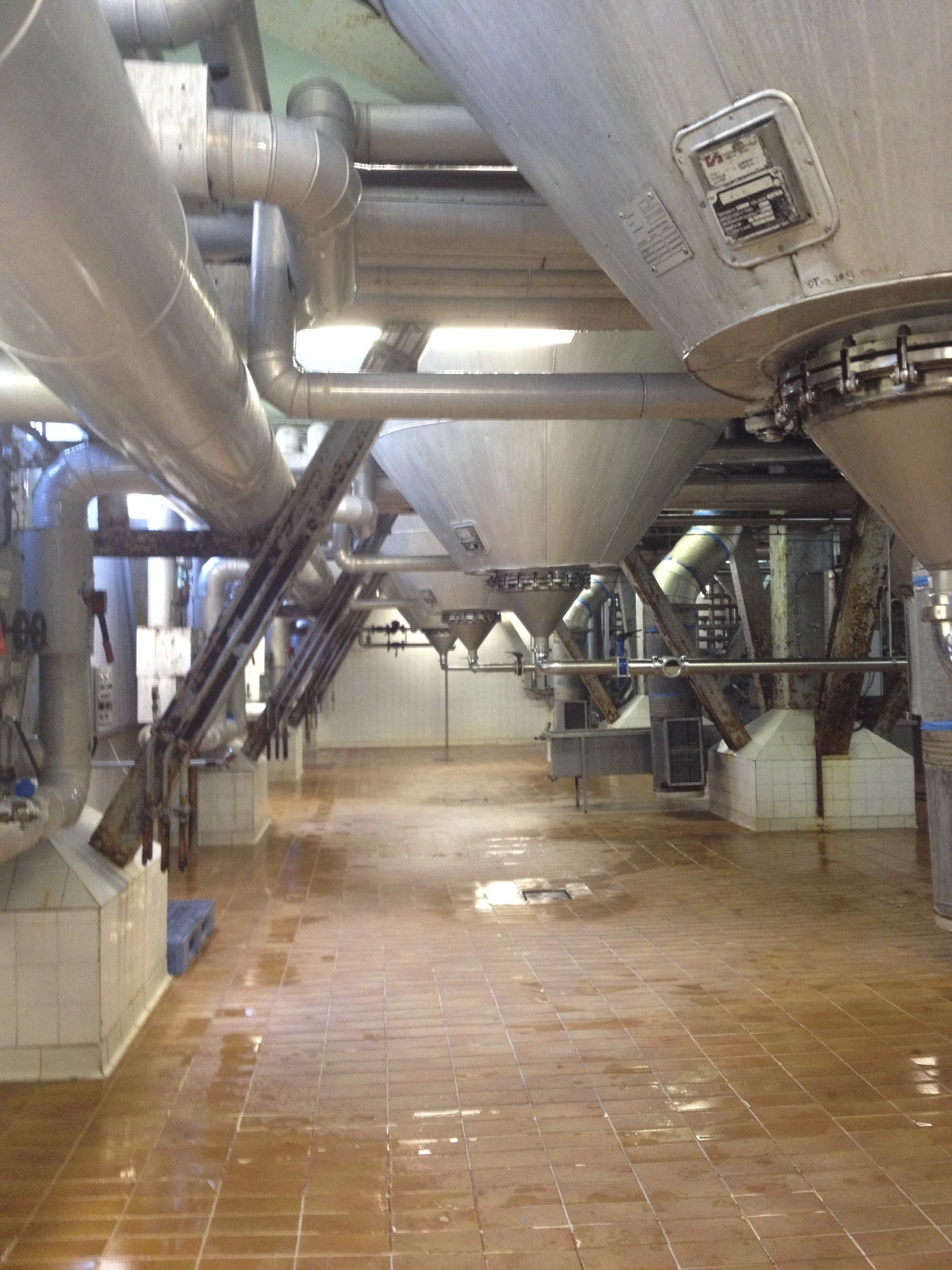
Fermentation à la Brasserie de Pécs
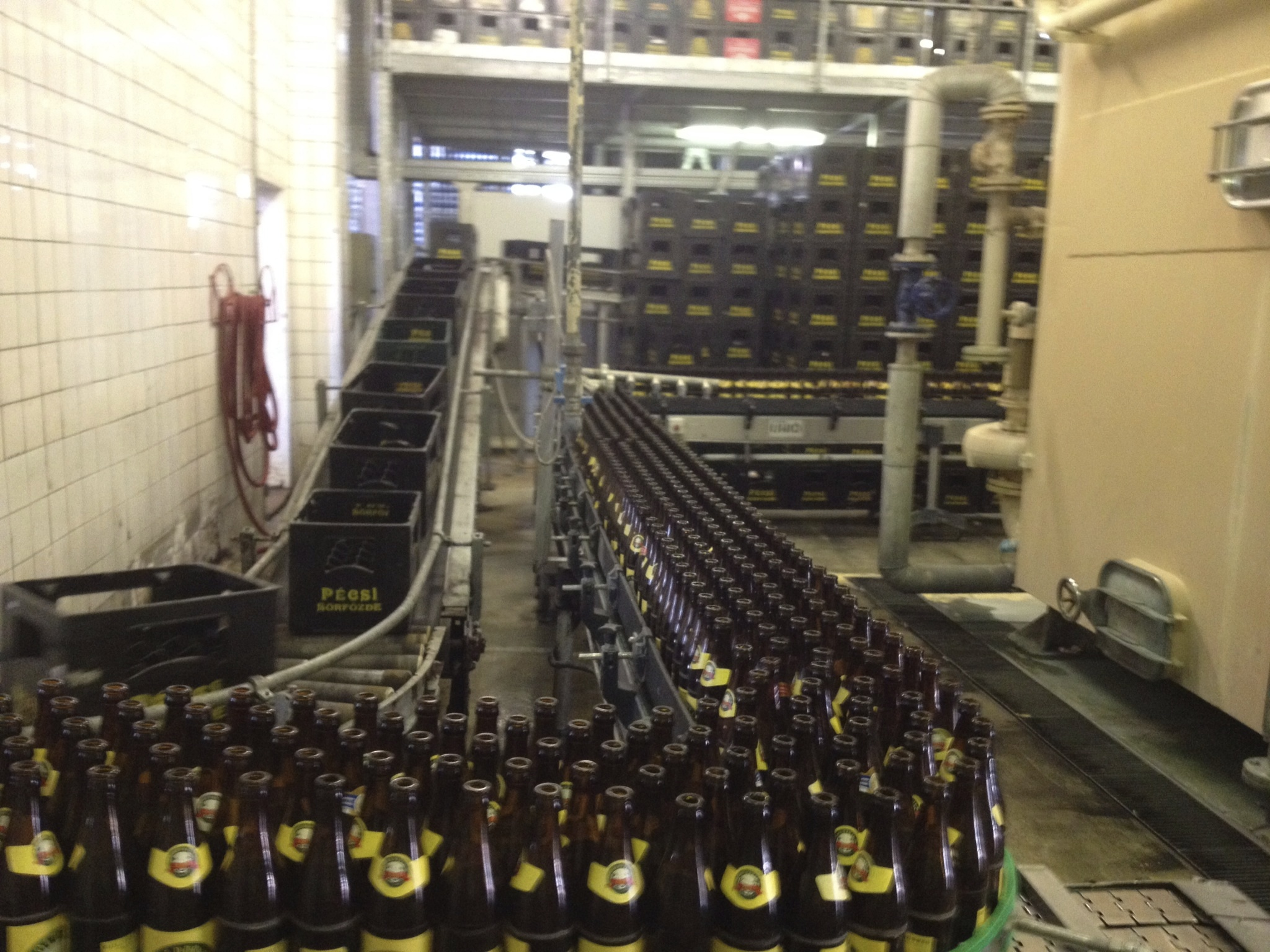
Bande transporteuse des bouteilles de la Brasserie de Pécs
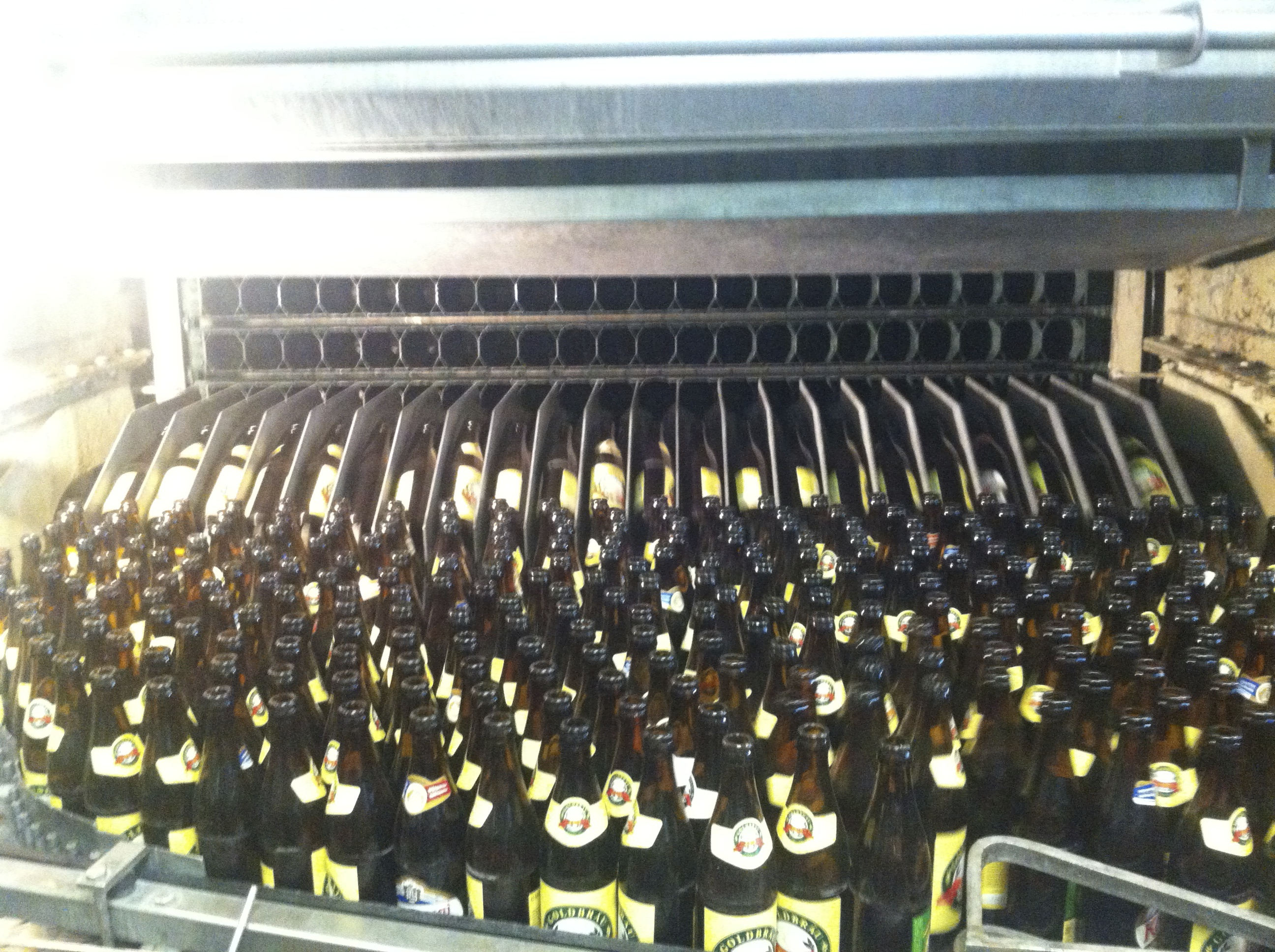
Machine à laver les bouteilles en verre dans la brasserie de Pécs
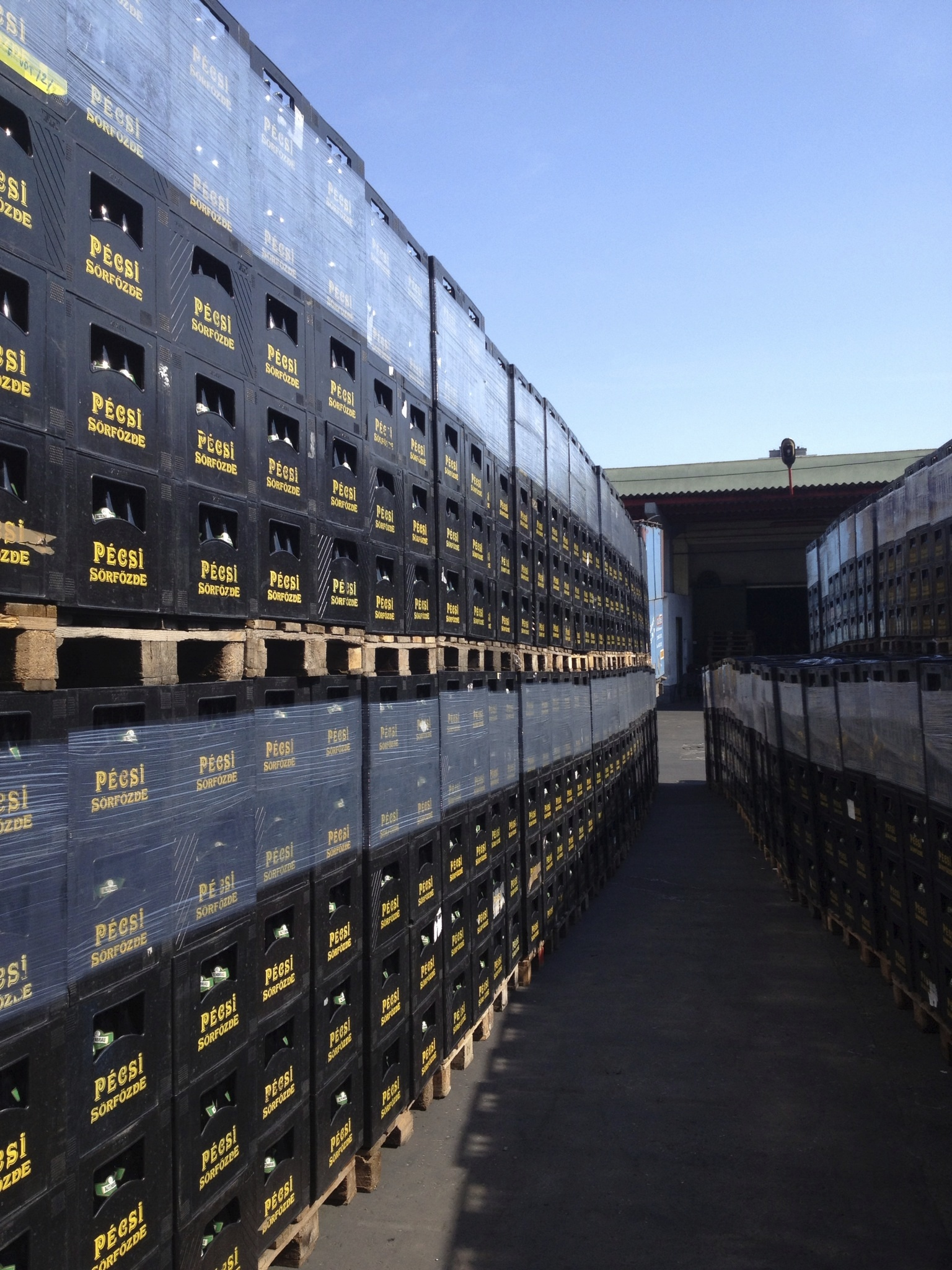
Caisses de bière dans la cour de la brasserie de Pécs
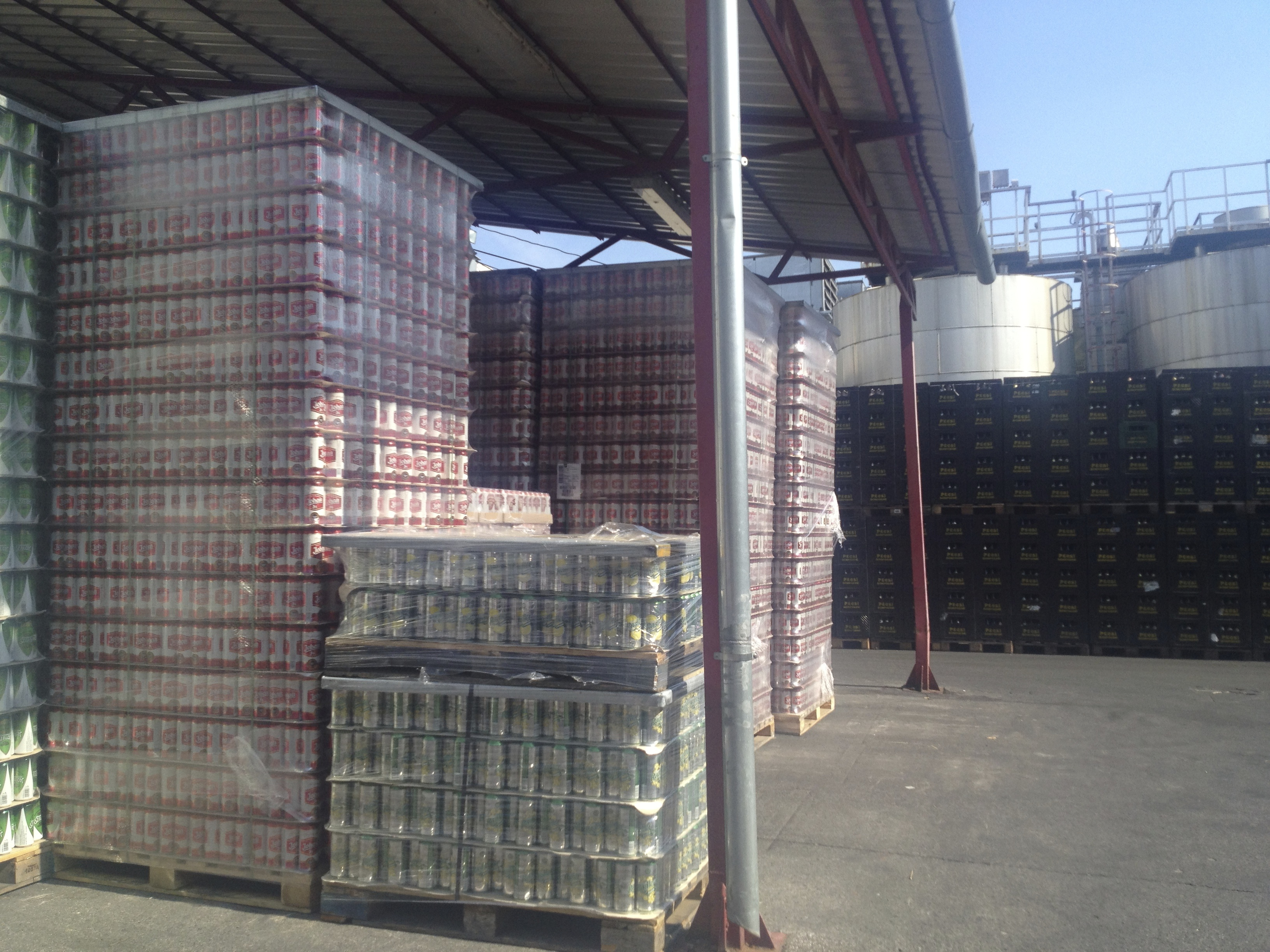
Canettes de bière en attente d'être remplies dans la cour de la Brasserie Pécs